# Borovnica
Borovnica là một khu tự quản (tiếng Slovenia: občine, số ít – občina) trong vùng Osrednjeslovenska của Slovenia. Borovnica có diện tích 42.3 km2, dân số là theo điều tra ngày 31 tháng 3 năm 2002 là 3839 người. Thủ phủ khu tự quản Borovnica đóng tại Borovnica.